# Заліщики (станція)
Заліщики́ — проміжна залізнична станція Тернопільської дирекції Львівської залізниці на одноколійній неелектрифікованій лінії Біла-Чортківська — Стефанешти. Розташована в однойменному місті Чортківського району Тернопільської області.

## Історія
За сприяння, створеного у 1895 році, «Товариства побудови Подільських залізниць» та значної підтримки уряду у 1898 році було закінчено будівництво дільниці залізниці Чернівці — Лужани — Заліщики.
У січні 1930 року урочисто відкрито рух відновленим мостом через річку Дністер, якою тоді проходив кордон між окупованими Польщею та Румунією територіями України. 1917 року залізничний міст зазнав підриву відступаючими російськими військами. Міст відігравав роль для прямого сполучення між Коломиєю та Заліщиками. Причому, тоді як обидва моста опинились на території під владою Польщі, а дільниця маршруту із вузловою станцією Стефанешти й по Дністер була під контролем Румунії. Рух відбудованим мостом зі Стефанешт відкривав святковий поїзд із делегаціями країн паровоз 140-ї серії румунських залізниць.
З 7 серпня 2021 року призначався за вказівкою пасажирський поїзд № 274/273 сполученням Одеса — Чернівці.

## Пасажирське сполучення
Станція щоденно приймає приміські поїзди Коломия — Заліщики — Коломия, Тернопіль — Заліщики та нічний швидкий поїзд № 57/58 «Гуцульщина» сполученням Київ-Пасажирський — Ворохта. Всі пасажирські поїзди, що курсують з Тернополя до Чернівців, переважно прямують в обхід через станції Львів, Івано-Франківськ та Коломию.
За часів СРСР, лінією Тернопіль — Чернівці через Чортків курсував лише один пасажирський поїзд сполученням Івано-Франківськ — Козятин, маршрут якого після 1991 року було скорочено до станції Шепетівка.
Починаючи з 2000-х років через станцію Чортків прямували пасажирські поїзди:
- Івано-Франківськ — Харків (з вагоном безпересадкового сполучення Івано-Франківськ — Донецьк);
- Івано-Франківськ — Одеса;
- Чернівці — Одеса;
- Чернівці — Київ;
- Москва — Софія (в складі поїзда курсували вагони безпересадкового сполучення Москва — Бухарест, Москва — Чернівці, Москва — Салоніки, Мінськ — Софія);
- Івано-Франківськ — Шепетівка.

З 2012 року «Укрзалізниця»  змінила маршрути руху поїздів: Одеса — Чернівці та Москва — Софія через станцію Львів. Також були скасовані поїзди сполученням Івано-Франківськ — Шепетівка, Івано-Франківськ — Харків. 
7 червня 2014 року змінено маршрут руху поїзда  № 118/117 «Буковина» сполученням Чернівці — Київ через станції Ларгу, Кам'янець-Подільський (поїзд прямував транзитом через територію Молдови). З 30 вересня по 18 жовтня 2021 року тимчасово курсував через станцію Чортків, у зв'язку карстовим провалом на залізниці біля станції Мамалига (з 19 жовтня 2021 року поїзд скасований).
З 12 грудня 2021 року через станцію курсує нічний швидкий поїзд № 57/58 сполученням Київ — Ясіня, згодом маршрут руху поїзда подовжено до станції Ворохта.
З 10 жовтня 2022 року через станцію курсує регіональний поїзд № 801/802 «Дністровський експрес» сполученням Львів — Чернівці, маршрут якого пролягає через станції Підзамче, Золочів, Тернопіль, Теребовля, Заліщики, Кіцмань тощо.
| Рух поїздів по станції Заліщики      |                              | |
| №                                    | Маршрут сполучення           | Примітки |
| Поїзди далекого сполучення           |                              | |
| 57/58 «Гуцульщина»                   | Київ — Ворохта               | |
| 274/273                              | Одеса — Чернівці             | За вказівкою |
| 801/802 «Дністровський експрес»      | Львів — Чернівці             | |
| Приміські поїзди                     |                              | |
| 6270/6277                            | Тернопіль — Заліщики         | |
| 6452/6451                            | Коломия — Заліщики           | |
| Скасовані поїзди далекого сполучення |                              | |
| 59/60 «Болгарія-експрес»             | Москва — Софія               | У 2012 році змінено маршрут руху поїзда через станцію Львів                                                                   |
| 117/118 «Буковина»                   | Чернівці — Київ              | |
| 135/136 «Чорномор»                   | Одеса — Чернівці             | Раніше курсував під № 352/351. Пізніше змінено маршрут руху через станцію Львів.                                              |
| 335/336                              | Івано-Франківськ — Одеса     | Скасований через нерентабельність.                                                                                            |
| 349/350                              | Івано-Франківськ — Харків    | Маршрут руху скорочувався до станції Тернопіль. В складі поїзда курсував вагон безпересадкового сполучення до станції Донецьк |
| 675/676                              | Івано-Франківськ — Шепетівка | |

До 18 березня 2020 року від сусідньої станції Стефанешти курсували приміські поїзди до станції Чернівці, рух яких так і не відновлений.

## Галерея

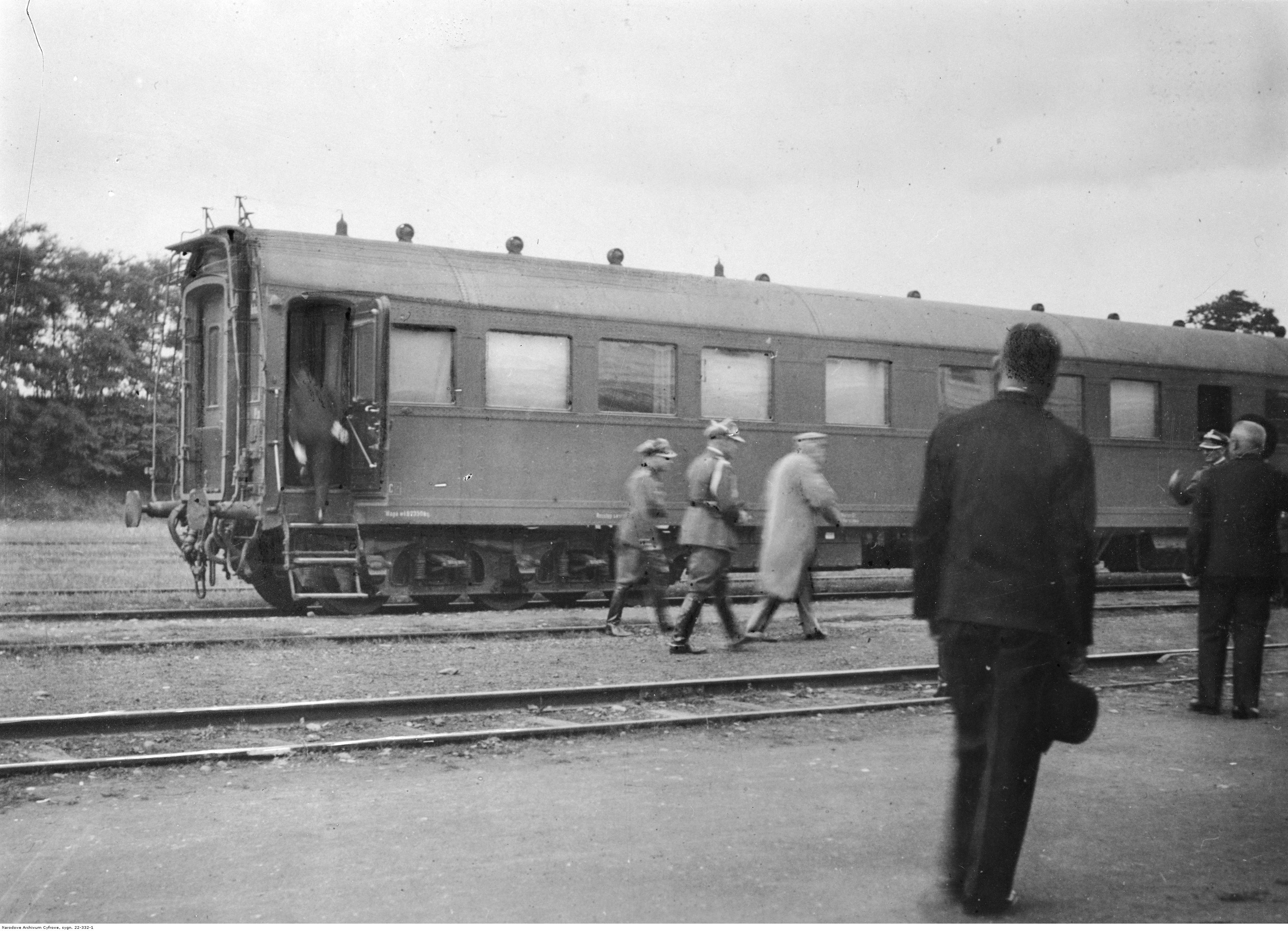
Маршал Польщі Юзеф Пілсудський під час перебування на станції Заліщики
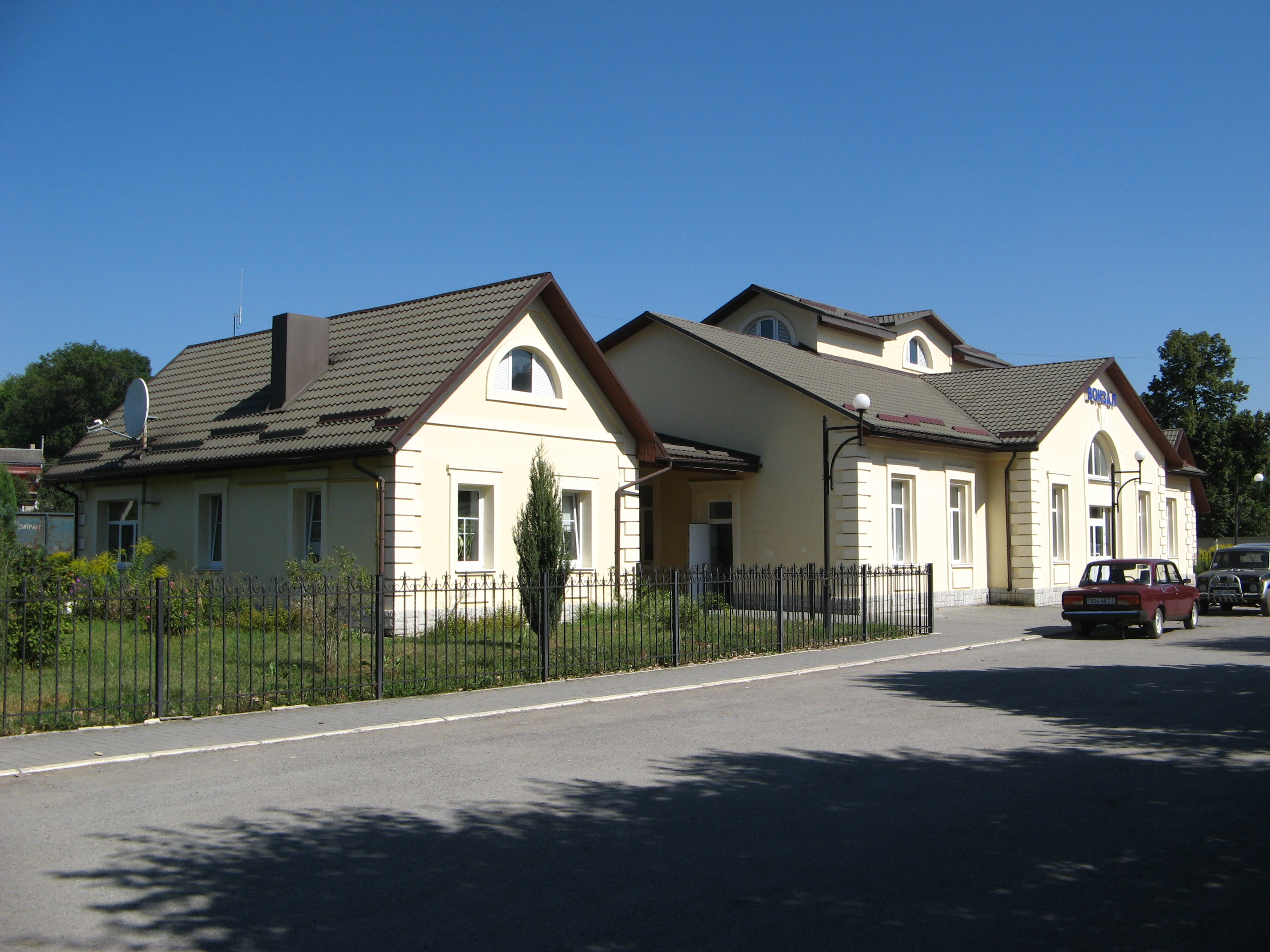
Вокзал станції Заліщики